# International Association of Marine Aids to Navigation and Lighthouse Authorities
De International Association of Marine Aids to Navigation and Lighthouse Authorities (IALA)  is een internationale organisatie die zich bezighoudt met de wereldwijde harmonisatie van maritieme navigatiemiddelen, zoals betonning via het IALA Maritiem Betonningsstelsel. 
De IALA is in 1957 opgericht. Het hoofdkwartier is gevestigd in Saint-Germain-en-Laye in Frankrijk.